# Mettjärn (naturreservat)
Mettjärn är ett naturreservat i Hällefors kommun i Örebro län.
Området är naturskyddat sedan 2016 och är 347 hektar stort. Reservatet omfattar en del av sjön Lövsjön och består av barrskog, myrar och småsjöar som Mettjärnen.